# Associazione Calcio Giacomense 2011-2012
Questa voce raccoglie le informazioni riguardanti l'Associazione Calcio Giacomense nelle competizioni ufficiali della stagione 2011-2012.

## Rosa
| N. |                   | Ruolo | Calciatore        |
| -- | ----------------- | ----- | ----------------- |
|    | Italia (bandiera) | P     | Marco Pavanello   |
|    | Italia (bandiera) | P     | Giacomo Poluzzi   |
|    | Italia (bandiera) | D     | Federico Cenerini |
|    | Italia (bandiera) | D     | Alberto De March  |
|    | Italia (bandiera) | D     | Giulio Gorini     |
|    | Italia (bandiera) | D     | Benedetto Lorusso |
|    | Italia (bandiera) | D     | Tiberio Parenti   |
|    | Italia (bandiera) | D     | Alex Sirri        |
|    | Italia (bandiera) | C     | Simone Caciagli   |
|    | Italia (bandiera) | C     | Dennis Ferrara    |
|    | Italia (bandiera) | C     | Mirco Lodi        |
|    | Italia (bandiera) | C     | Paolo Minardi     |
|    | Italia (bandiera) | C     | Giacomo Nobili    |
|    | Italia (bandiera) | C     | Marco Ortolan     |

| N. |                   | Ruolo | Calciatore        |
| -- | ----------------- | ----- | ----------------- |
|    | Italia (bandiera) | C     | Andrea Ruggiano   |
|    | Italia (bandiera) | C     | Riccardo Scaioli  |
|    | Italia (bandiera) | C     | Andrea Tabanelli  |
|    | Italia (bandiera) | C     | Filippo Tanaglia  |
|    | Italia (bandiera) | C     | Pasquale Turi     |
|    | Italia (bandiera) | C     | Davide Vagnati    |
|    | Italia (bandiera) | A     | Lorenzo Dal Rio   |
|    | Italia (bandiera) | A     | Gianluca Franzosi |
|    | Italia (bandiera) | A     | Antonio Lamenza   |
|    | Italia (bandiera) | A     | Andrea Mandorlini |
|    | Italia (bandiera) | A     | Tommaso Paci      |
|    | Italia (bandiera) | A     | Gabriele Ricci    |
|    | Italia (bandiera) | A     | Andrea Staffolani |